# Natalio Pescia
Natalio Agustín Pescia (* 1. Januar 1922 in Avellaneda; † 11. November 1989 ebenda) war ein argentinischer Fußballspieler, der die gesamte Zeit seiner Laufbahn bei den Boca Juniors aktiv war und dabei dreimal die argentinische Meisterschaft gewann.

## Karriere

### Vereinskarriere
Natalio Pescia, geboren am Neujahrstag 1922 in Avellaneda in der Provinz Buenos Aires, begann seine fußballerische Laufbahn 1942 bei dem Verein, dem er über die gesamte Dauer seiner Karriere treu bleiben sollte, den Boca Juniors aus dem Hauptstadtviertel La Boca. Bereits in seinem zweiten Jahr bei dem Verein gewann Pescia, der auf der Position eines Mittelfeldspielers agierte, mit seinem Team die argentinische Fußballmeisterschaft. In der Primera División rangierte man nach Ende aller Spieltag auf dem ersten Platz mit einem Punkt Vorsprung vor Titelverteidiger River Plate. In der nun folgenden Spielzeit konnte die Mannschaft von Trainer Alfredo Garassini, zu der unter anderem Spieler wie etwa Jaime Sarlanga, der Uruguayer Severino Varela oder Mario Boyé zählten, den Titelgewinn von 1943 verteidigen. Erneut belegte man in der Primera División den ersten Tabellenplatz, diesmal mit einem Vorsprung von zwei Punkten gegenüber River Plate. Diesem Konkurrenten beziehungsweise zeitweise auch dem Racing Club mussten sich die Boca Juniors dann aber schließlich in den Folgejahren reihenweise geschlagen geben. Bis 1954 dauerte es, ehe man wieder den Titel des argentinischen Fußballmeisters erreichen konnte. In besagter Spielzeit reichte es zum ersten Platz der höchsten argentinischen Fußballliga mit einem Vorsprung von vier Zählern auf den zweitplatzierten CA Independiente aus Pescias Heimatstadt Avellaneda.
Zwei Jahre später und ohne weiteren Titelgewinn beendete Natalio Pescia seine fußballerische Laufbahn im Alter von 34 Jahren. Zuvor hatte er in vierzehn Jahren 347 Ligaspiele für die Boca Juniors bestritten, womit er auf Rang sechs der Liste der Spieler mit den meisten Einsätzen im Trikot der Boca Juniors liegt.

### Nationalmannschaft
Von 1946 bis 1954 kam Natalio Pescia zudem auf zwölf Länderspiele in der argentinischen Fußballnationalmannschaft, wobei ihm kein Torerfolg gelang. Bedingt durch den Zweiten Weltkrieg und die verpasste Qualifikation Argentiniens für die Fußball-Weltmeisterschaft 1950 sowie die Ausgabe von 1954 verpasste er jedoch die Teilnahme an einer Weltmeisterschaft. Dafür stand Pescia in dem Aufgebot Argentiniens, das 1947 die Copa América gewonnen hatte.

## Erfolge
- Copa América: 1×

1947 mit der argentinischen Nationalmannschaft
- Argentinische Meisterschaft: 3×

1943, 1944 und 1954 mit den Boca Juniors